# Ludwik Eugeniusz Wirtemberski
Ludwik Eugeniusz Wirtemberski (ur. 6 stycznia 1731 Frankfurt nad Menem, zm. 20 maja 1795 Ludwigsburg) – książę Wirtembergii.

## Życiorys
Drugi syn księcia Karola Aleksandra i Marii Augusty. Młodszy brat Karola Eugeniusza.
Wraz z braćmi przebywał w dzieciństwie na dworze króla pruskiego Fryderyka II. W 1749 roku zaczął służyć w wojsku króla Francji Ludwika XV. Brał udział w wojnie siedmioletniej.
W 1762 roku ożenił się z hrabiną Zofią Albertyną Beichlingen, z tego małżeństwa narodziły się trzy córki:
- Zofia (1763-1775)
- Wilhelmina (1764-1817)
- Henrietta (1767-1817)

Ludwik wymieniał listy z Janem Jakubem Rousseau na temat jego pracy Emil, czyli o wychowaniu.
Po śmierci brata w 1793 roku został księciem Wirtembergii. Zmarł po dwóch latach panowania. Nie miał synów, więc jego następcą został Fryderyk Eugeniusz Wirtemberski – trzeci syn Karola Aleksandra.
Był wielkim mistrzem Orderu Myśliwskiego (później order ten był trzykrotnie przemianowany i znany pod nazwami: Order Wielki Elektorski Wirtemberski, Order Orła Złotego, Order Korony Wirtemberskiej) i Orderu Wojskowego św. Karola. Odznaczony austriackim Orderem Złotego Runa.